# Takeoff (rapper)
Kirshnik Khari Ball (n. 18 iunie 1994, Lawrenceville⁠(d), Georgia, SUA – d. 1 noiembrie 2022, Houston, Texas, SUA), cunoscut profesional ca Takeoff, a fost un rapper, cântăreț și compozitor american. Era cunoscut ca membru al trio-ului de muzică hip hop și trap, Migos împreună cu Quavo, unchiul său, și Offset, vărul său.

## Primii ani
Takeoff s-a născut Kirshnik Khari Ball în Lawrenceville, Georgia, care se află în districtul Gwinnett, în apropiere de Atlanta. El a fost crescut de mama sa, împreună cu membrii familiei Quavo și Offset.

## Cariera muzicală

##### Migos (2008 - 2022)
Împreună cu membrii familiei Quavo și Offset, Takeoff a început să cânte rap în 2008. Grupul a câștigat inițial sub numele de scenă Polo Club, dar în cele din urmă și-a schimbat numele în Migos. Grupul a lansat primul său proiect de lungime completă, un mixtape intitulat Juug Season, pe 25 august 2011. Au urmat cu mixtape-ul No Label, pe 1 iunie 2012.
Migos a atins succesul inițial, la început, după lansarea single-ului „Versace”, în 2013. Piesa a fost remixată de rapperul canadian Drake și a atins pe locul 99 în topul Billboard Hot 100 și pe numărul 31 pe graficul Hot R&B și Hip-Hop Songs.
Albumul lor de studio de debut, Yung Rich Nation, a fost lansat în iulie 2015 și a prezentat apariții de la Chris Brown și Young Thug, și producția de la Zaytoven și Murda Beatz. Albumul a atins punctul 17 pe Billboard 200.
Migos a obținut singur primul „număr unu” (hit, number one) în 2016, cu „Bad and Boujee”, alături de Lil Uzi Vert, pe vârful Billboard Hot 100 în timpul săptămânii 21 ianuarie 2017. Piesa a continuat să fie certificată de patru ori cu platină de către „Recording Industry Association of America”. Deși poate fi văzut într-una din scenele de fundal din videoclipul muzical, Takeoff nu este prezent și nici nu este creditat pe melodie. Înlăturarea însuși a susținut că nu a fost prezent pe melodie, deoarece era ocupat la momentul înregistrării. Pe 24 iunie 2017, în timpul filmărilor filmului Complex’s Everyday Struggle la premiile BET Awards 2017, a fost interogat despre absența sa de către gazdele Joe Budden și DJ Akademiks, cărora le-a răspuns: „Arată ca și cum am fost lăsat de pe Bad and Boujee?”. Răspunsul lui Takeoff l-a determinat pe Budden să părăsească setul și o altercație între Migos și Budden și anturajele lor a avut loc aproape înainte de a fi ruptă de securitate.
Al doilea album de studio al lui Migos, Culture, a fost lansat pe 27 ianuarie 2017, debutând la numărul 1 pe Billboard 200 din SUA, mutând 131.000 de unități echivalente de album, inclusiv 44.000 de exemplare vândute, în prima sa săptămână de lansare. Albumul a continuat să obțină certificarea de platină în țară în iulie 2017.
Cel de-al doilea album al grupului, Culture II, a fost lansat pe 26 ianuarie 2018. A devenit cel de-al doilea album al lui Migos, care a debutat la numărul 1 pe Billboard 200, mutând 199.000 de unități echivalente, inclusiv 38.000 de exemplare vândute, în prima sa săptămână de lansare.

## Probleme cu legea

##### 2015: Incidentul la Universitatea Georgia Sourthern
Pe 18 aprilie 2015, Migos avea programat concertul de primăvară din 2015 al Universității Georgia Southern la Hanner Fieldhouse. Spectacolul a început la ora 19:00 cu acte locale de deschidere; cu toate acestea, grupul a luat scena cu aproape o oră și jumătate mai târziu decât ora programată de la 21:00. Deși contractul lor de performanță prevedea o durată de minim 45 de minute setată, grupul a efectuat mai puțin de 30 de minute înainte de a părăsi scena. Departamentul de Poliție al Universității, Departamentul de Poliție Statesboro și Oficiul Șerifului Județului Bulloch, care au fost prezenți la concert sub formă de detalii de securitate, au detectat un parfum puternic de marijuana din autoutilitarele grupului, iar șoferii au fost chestionați de forțele de ordine. În urma cercetărilor ulterioare, trioul rap și 12 membri ai anturajului lor au fost arestați pentru deținerea de marijuana și o altă substanță controlată, deținerea armelor de foc într-o zonă de siguranță școlară, deținerea armelor de foc în timpul comiterii unei infracțiuni și deținerea armelor de foc de către infractori condamnați. 
În timp ce oficialii universității au fost conștienți de reputația lui Migos, grupul a fost lăsat să funcționeze, deoarece corpul studenților a votat pentru ca grupul să îndeplinească printre șapte acte care au fost luate în considerare, iar taxele pentru studenți și vânzările de bilete au fost folosite pentru a plăti pentru concert. Conform contractului de performanță, grupul urma să fie plătit 30.000 USD cu promotorul lor Big House Collective primind 3.000 de dolari suplimentari. Oficialii universității au căutat inițial să-i pună pe Migos în încălcarea contractului din cauza sosirii cu întârziere a grupului, a reducerii performanțelor și a deținerii de contrabandă pe proprietatea universității; cu toate acestea, universitatea a plătit în cele din urmă jumătate din taxele convenite. 
La 20 aprilie 2015, Takeoff, Quavo și șase membri ai anturajului lor au fost eliberați în legătură de biroul procurorului din districtul Bulloch, în timp ce Offset și alți șase au rămas în arest fără obligațiuni. În urma arestărilor lor, pe 28 aprilie 2015, Migos a anunțat că va amâna turneul Yung Rich Nation până în iulie.

##### 2017: Incidentul de la zborul Atlanta
La 7 iulie 2017, lui Takeoff i s-a cerut să decoleze înainte de decolarea inițială din Atlanta spre Des Moines, Iowa, după ce a refuzat să-și mute geanta de la podea în coșul de depozitare aerian.

## Discografie
- The Last Rocket (2018)